# Afroptilum parvum
Afroptilum parvum is een haft uit de familie Baetidae. De wetenschappelijke naam van de soort is voor het eerst geldig gepubliceerd in 1947 door Crass.
De soort komt voor in het Afrotropisch gebied.